# Venezolanische Beachhandball-Nationalmannschaft der Frauen
Die venezolanische Beachhandball-Nationalmannschaft der Frauen repräsentiert den Handball-Verband Venezuelas als Auswahlmannschaft auf internationaler Ebene bei Länderspielen im Beachhandball gegen Mannschaften anderer nationaler Verbände. Vor allem auf kontinentaler Ebene hat die Mannschaft schon einige Erfolge erreicht.
Als Unterbau fungiert die Nationalmannschaft der Juniorinnen. Das männliche Pendant ist die Venezolanische Beachhandball-Nationalmannschaft der Männer.

## Geschichte

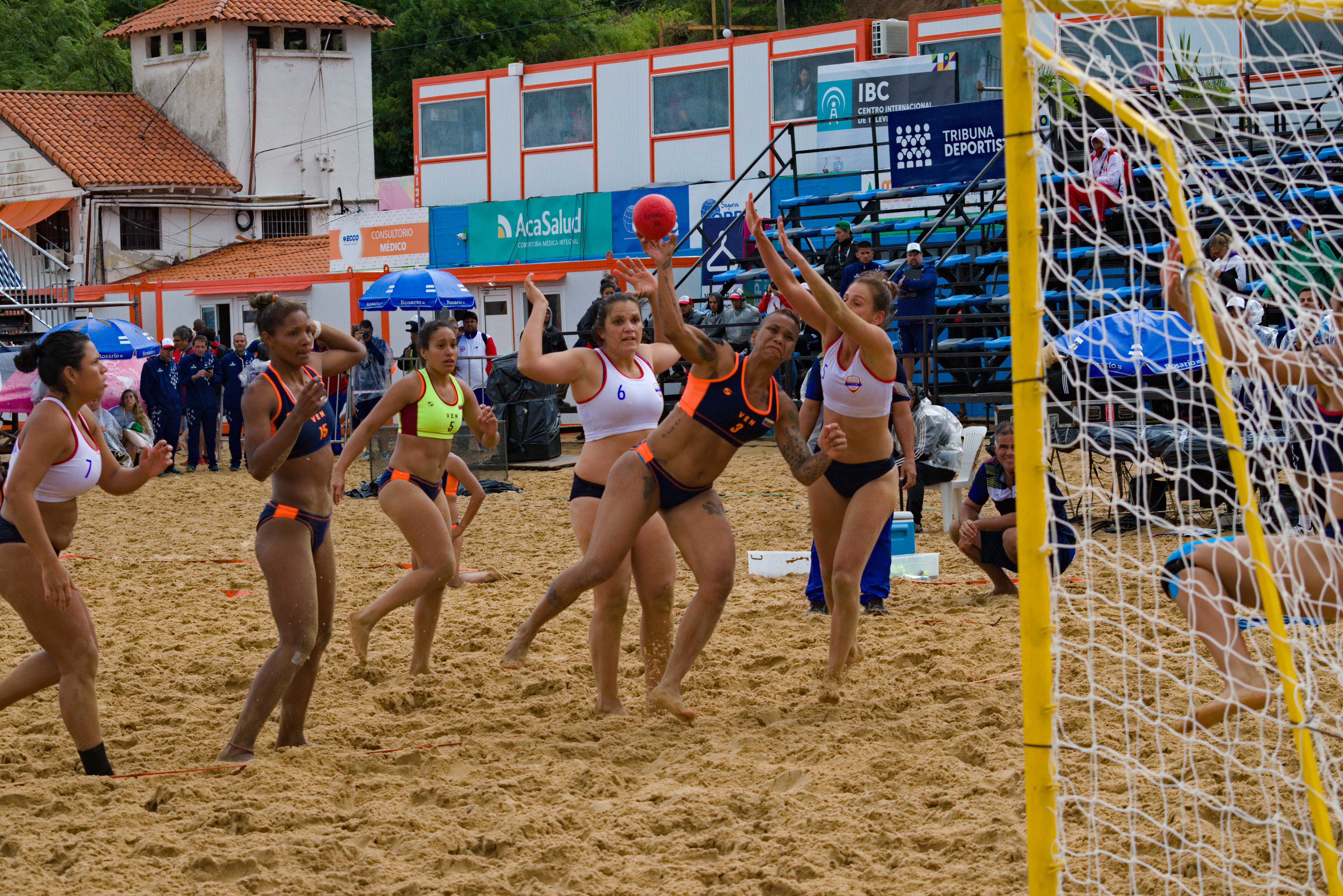
Venezuela im Angriff im Spiel um die Bronzemedaille gegen Paraguay bei den South-American Beach Games 2019

Anders als viele andere Nationen Südamerikas begründete Venezuela erst zu Beginn der 2010er Jahre eine weibliche Beachhandball-Nationalmannschaft. Zunächst trat die Mannschaft nicht außerhalb der Region des Sportbundes der bolivarischen Länder, Organización Deportiva Bolivariana (ODEBO), an. Die Mannschaft debütierte 2011 in Manta im Rahmen der South-American Beach Games und belegte den fünften Rang bei sieben teilnehmenden Mannschaften. Ein Jahr später folgte der zweite internationale Auftritt bei den Juegos Bolivarianos de Playa in Lima, wo der erste von drei Titelgewinnen in Folge, 2014 in Huanchaco und 2016 in Iquique, geschafft wurde. Zwischen den beiden ersten Titelgewinnen nutzte die Mannschaft 2014 bei den South-American Beach Games in Vargas den Heimvorteil und gewann den Titel beim in Südamerika bedeutenden Multisport-Event. Vor den dritten Juegos Bolivarianos de Playa trat Venezuela auch das erste Mal bei einer kontinentalen Meisterschaft, den Pan-Amerikanischen Meisterschaften 2016 im heimischen Macuto an, erreichte wieder das Halbfinale, verpasste aber als Viertplatzierte einen erneuten Medaillengewinn.
Danach dauerte es drei Jahre, bis Venezuela erneut international antrat. Bei den South-American Beach Games 2019 in Rosario erreichte die Mannschaft Venezuelas das Halbfinale und wurde am Ende Vierte. Es war das erste Mal, dass Venezuelas Mannschaft außerhalb des ODEBO-Raumes antrat. Im weiteren Jahresverlauf war auch der Start bei den Süd- und Mittelamerikameisterschaften in Maricá geplant, die seit 2019 die Panamerikanischen Meisterschaften im Mittel- und Südamerikanischen Raum ersetzten. Doch trat das Land mit seinen beiden Mannschaften nicht an, was dazu führte, dass der Verband je Geschlecht einen Startplatz bei den Weltmeisterschaften 2020 verlor. Das kam nur deshalb nicht zum Tragen, weil aufgrund der COVID-19-Pandemie die WM ausfiel.
Nach der Pandemie dauerte es bis zu den erstmals durchgeführten Beachgames Zentralamerikas und der Karibik 2022 vor heimischem Publikum in Santa Marta, dass Venezuela erneut international in Erscheinung trat. Erneut konnte die Mannschaft den Heimvorteil nutzen und ein gutes Ergebnis erzielen. Das Team erreichte das Finale gegen Mexiko, unterlag dort aber mit 0:2.

## Teilnahmen
| World Games - 2001: keine Teilnahme - 2005: keine Teilnahme - 2009: nicht qualifiziert - 2013: nicht qualifiziert - 2017: nicht qualifiziert - 2022: nicht qualifiziert World Beach Games - 2019: nicht qualifiziert - 2023: | Weltmeisterschaften - 2001: abgesagt - 2004: nicht qualifiziert - 2006: nicht qualifiziert - 2008: nicht qualifiziert - 2010: nicht qualifiziert - 2012: nicht qualifiziert - 2014: nicht qualifiziert - 2016: nicht qualifiziert - 2018: nicht qualifiziert - 2020: nicht qualifiziert, abgesagt - 2022: nicht qualifiziert | South-American Beach Games - 2009: keine Teilnahme - 2011: 5. - 2014: 1. - 2019: 4. - 2023: Beachgames Zentralamerikas und der Karibik - 2022: 2. Juegos Bolivarianos de Playa - 2012: 1. - 2014: 1. - 2016: 1. | Pan-Amerikanische Meisterschaften - 2004: keine Teilnahme - 2008: keine Teilnahme - 2012: keine Teilnahme - 2014: keine Teilnahme - 2016: 4. - 2018: keine Teilnahme Süd- und Mittelamerikanische Meisterschaften - 2019: gemeldet, keine Teilnahme - 2022: keine Teilnahme |

- SABG 2011: Kader derzeit nicht bekannt

- BBG 2012: Susan Inés Barinas Gamboa • Hilda Maria Barreno Rodríguez • Loreinnys del Valle Carvajal Herrera • Maikelly Michelle Cedeño Bracho • Luz Alejandra Colina Miquilena • Yessika Paola Morales Medina • Frannelly Yudith Polanco Garcés • Isabela Joelin Ramírez Antunez[8]

- SABG 2014: Kader derzeit nicht bekannt

- BBG 2014: Jackeline Angulo • Hilda Maria Barreno Rodríguez • Maikelly Michelle Cedeño Bracho • Luz Alejandra Colina Miquilena • Susan Gamboa • Frannelly Yudith Polanco Garcés • Isabela Joelin Ramírez Antunez • Yamile Riera • Marian Salcedo • Hernairys Vargas[9]

- PAM 2016: Kader derzeit nicht bekannt

- BBG 2016: Jackeline Angulo • Maikelly Michelle Cedeño Bracho • Luz Alejandra Colina Miquilena • Nohelys Giménez • Frannelly Yudith Polanco Garcés • Isabela Joelin Ramírez Antunez • Anyi Rodríguez • Ana Maria Sequera • María Tovar • Hernairys Vargas[10]

- SABG 2019: Susan Barinas • Oriana Carvajal • Maikelly Michelle Cedeño Bracho • Luz Alejandra Colina Miquilena • Nohelys Giménez • Wisleidy Medina • Isabela Joelin Ramírez Antunez • Anyi Rodríguez • Marian Salcedo • Hernairys Vargas[11]

- CACSBG 2022: Iskary Ailin Águilar Vargas • Maikelly Michelle Cedeño Bracho • Luz Alejandra Colina Miquilena • Oriana Alexandra Fuentes Villaroel • Gabriela Yariscar Gámez Gómez • Yarketzi Yamiret Moreno Rengifo • Frannelly Juvileth Polanco Garces • Miraidy Jackelin Suárez Ruiz • Milangela Coromoto Tovar Hospedales • Hernairy Teresa Vargas[12]

## Trainer
| Cheftrainer - 2019: Angel Quiñonez - 2022: Víctor Manuel Ramos - 2022: Octavio José Sánchez Moreno | Co-Trainer/in - 2019: Rebeca Alcivar - 2022: Eli Saúl González Delgado |